# Corona (prostodoncia)

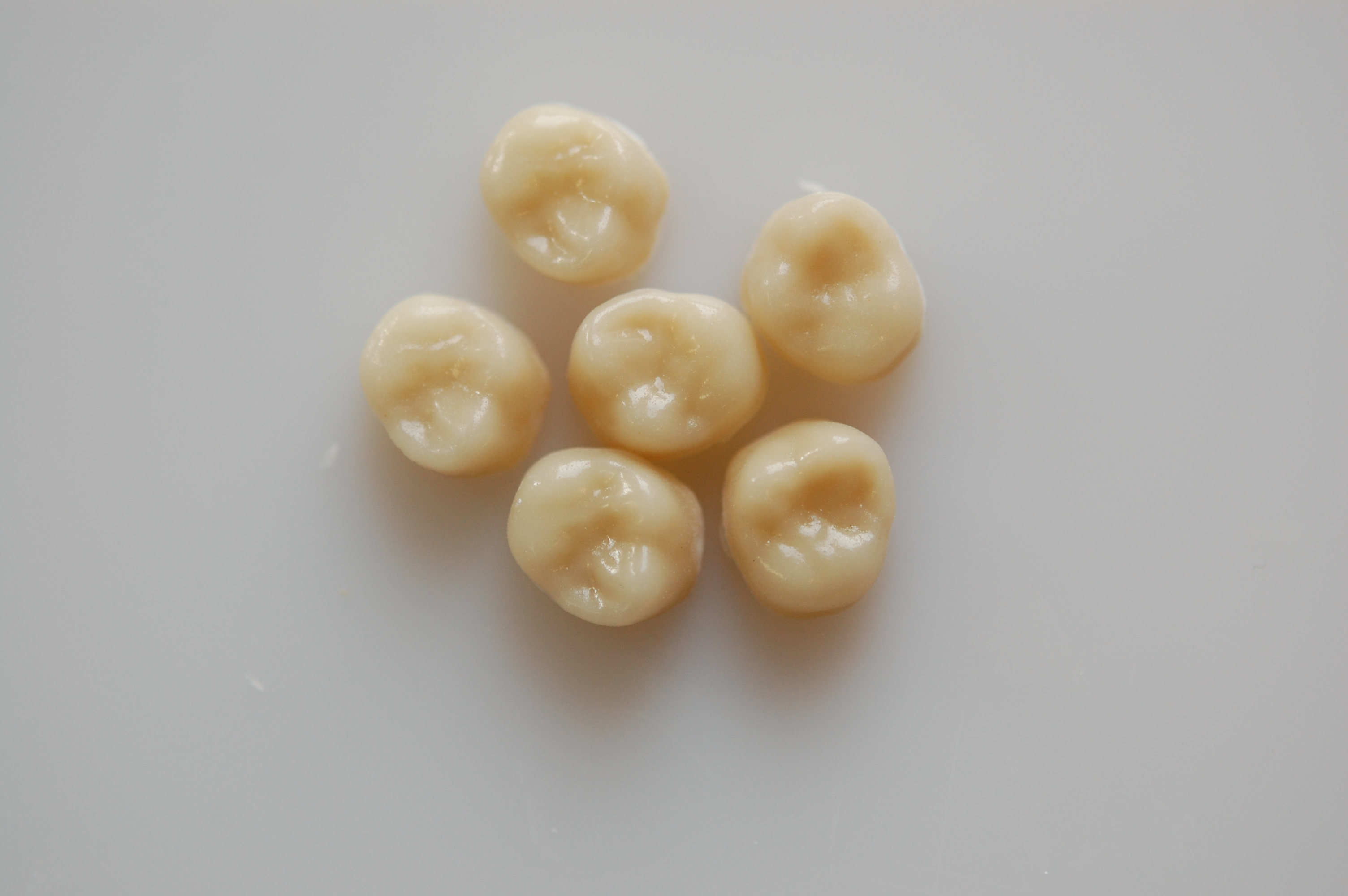
Ejemplos de corona dental

Una corona o funda dental es una prótesis dental que se coloca de manera fija y cubre el área de un diente previamente preparado o desgastado para ser viable de llevar una corona  que conserve o mejore su anatomía. Este recurso permite la conservación del elemento dentario que por distintas circunstancias (caries extensas, fractura coronaria, estética, etc.) corre el riesgo de ser extraído. Dichas coronas suelen estar hechas de oro, porcelana,  porcelana pegada a metal o de circonio. A menudo el diente se rellena antes de la colocación de la corona.